# Las Jaulas
Las Jaulas är en ort i Mexiko.   Den ligger i kommunen Jesús María och delstaten Aguascalientes, i den centrala delen av landet, 400 km nordväst om huvudstaden Mexico City. Las Jaulas ligger 1 886 meter över havet och antalet invånare är 635.
Terrängen runt Las Jaulas är platt åt sydost, men åt nordväst är den kuperad. Runt Las Jaulas är det tätbefolkat, med 459 invånare per kvadratkilometer. Närmaste större samhälle är Aguascalientes, 15,1 km söder om Las Jaulas. Trakten runt Las Jaulas består till största delen av jordbruksmark.